# بوليكاسترو
بوليكاسترو (Πολύκαστρο) هي مدينة في كيلكيس في مقاطعة فوريا إلادا في اليونان.